# Molopopterus theae
Molopopterus theae är en insektsart som beskrevs av Pieter D. Theron 1978. Molopopterus theae ingår i släktet Molopopterus och familjen dvärgstritar. Inga underarter finns listade i Catalogue of Life.